# 梁挺
梁 挺（りょう てい、1947年2月28日 - ）は著名な中国武術家、国際詠春総会代表、詠春梁挺拳術館館長、初期の詠春體育會の執行董事。梁相に拝師し、葉問からは孫弟子にあたる。
1967年に詠春拳を職業としてフルタイムで教え始める。1968年に葉問師公（梁挺から見て師父である梁相の師父、つまり師祖父の葉問、すなわち師公）である葉問に拜見大礼の後、葉問師公から直接指導を受ける。その後、1970-1980年代にわたり、詠春拳を欧州、米国他各国で行い、世界に広く知らしめた。

## 概略
1960年初頭、叔父の鄭福（玉面虎）が梁相の弟子であったことから、13才で梁相師父に拝師し、詠春拳を学び始める。
1968年、香港浸會學院の外文系入学、中國文學と英國文學を学ぶ傍ら、浸會學院において詠春拳のクラブ活動を始める。同大学では中国拳法系のクラブとしては初めてであった。1979年、アメリカの　学位授与大学であるフランクリン大学から《功夫哲學; 小念頭》の論文により、哲学博士の学位を授与される。
梁相に排師しているにもかかわらず、後年になって映画等により世界的に更に著名となった葉問の名声を商業的利用する目的で葉問の弟子を名乗る等の行動から、「伝統的武道家にふさわしくない行為」同門内での批判も強く、また葉問の長子である葉準からは、「梁挺は葉問の弟子ではない」等との声明が2010年5月30日に出されるなどの諍いが生じた。
梁挺は、香港浸會學院を卒業後、大戦後の混乱期の香港では、めずらしい学卒の弟子であり外国語（英語）にも堪能であったため、職業武術家として、1975年には、西ドイツ前往德國北部のキール市において詠春拳の教授を開始する。1980年代には60か国以に生徒が増え、國際詠春總會を設立する。梁挺は世界各国に4千余の拳術館と分館を開き、その生徒数は香港においてはのべ10万人、世界ではのべ100万人に及ぶ。
その他、梁挺は各国の特殊部隊や特別部隊、アメリカ海兵隊、FBI、インド反テロ特殊警察および空挺部隊等を含む各国の特殊部隊、軍隊、警察においてセミナーを行い、香港の著名な芸能人ある米雪や歌手の莫文蔚を生徒としている他。広東京劇の大家、羅家英がガンにかかっている間、氏の健康維持のために詠春拳を指導した。
梁挺は映画テレビにおいても詠春拳を紹介し、1976年、真功夫において張徹を、《五毒》《南少林與北少林》でも武術指導をおこなった。
その他、アニメ漫画《超時空猴王》にも演出協力している。

## 詠春

### 詠春梁挺拳術館
梁挺は大学進学のための予備校時代の1967年に九龍ホンハム必嘉街のビルの屋上において最初の武館を開き詠春拳術の教授を開始した。そこには、わずか一対の木人樁、砂袋があるだけであった。
そして、梁挺の香港浸會學院に進学後は、校内において、詠春拳術クラブを設立、全香港の大額の中で初めての中国武術クラブとなった。

### 詠春體育會との関係
葉問と鄧生らが詠春體育會を、九龍油麻地彌敦道438號二樓において設立した当時、梁挺は、拳術班の教練をつとめた。詠春體育會が移転した1970年には、梁挺は詠春體育會拳術班を辞職し、詠春梁挺拳術館を再開し専念した。

### 詠春梁挺拳術總會
1973年、梁挺は鄭傳勳、梁冠らと詠春梁挺拳術總會を開設し、登録を行った。

### 國際詠春梁挺拳術總會
1975年、詠春梁挺拳術總會の成立後、多くの海外支部ができたことにより、國際詠春梁挺拳術總會を設立し、個々の諸外国地区の支部や中国、香港の支部、本部に対応した。
國際總部委員會の検討の後に、海外總支部の権限を拡大するとともに、全世界総部の下に総支部を設けることとし、ドイツ總部及イギリス總部等を設立した。
国際総部が諸規定やルールで定める以外については、一般行政事務においては、総支部が独立管理を行うこととした。
その他、教練組織 (Instructor organisation) を設立し、監察や各地のトレーニングや及品行について主に監督し、会規則に違反した場合には、軽微なものは警告とし、重大なものについては会籍の取り消しをすることと定めた。